# Théâtre Yves-Montand
Le théâtre Yves-Montand est le théâtre de la commune de Monsummano Terme, dans la province de Pistoia en Toscane.
Initialement nommé d'après Giuseppe Giusti, il doit son nom à l'acteur et chanteur Yves Montand, né en 1921 dans la commune.

## Historique
Le théâtre a été construit par les habitants entre 1892 et 1896, année du début de son activité régulière, organisée par l'académie du poète Giuseppe Giusti. En 1928, le bâtiment subit d'importants changements, un nouveau bâtiment avec une nouvelle façade fut ajouté et il devint la « Casa del Fascio » ou aussi appelé « Palazzo del Littorio ». Dans les années 1960, l'activité de divertissement cessa complètement. 
Ensuite, le théâtre, divisé en différentes propriétés, est resté inactif et fermé au public. La municipalité de Monsummano Terme, après une procédure longue et compliquée, l'a racheté en 1998. En 2002 ont été approuvés les travaux de restauration (2003-2006) redonnant vie à un théâtre italien classique, doté de 316 places en parterre, loges et tribune, disposées sur trois niveaux et doté d'une scène suffisamment grande pour accueillir toute forme de spectacle. Le théâtre Yves-Montand, qui accueille la saison de prose depuis novembre 2007 (le deuxième plus important de la province de Pistoia), promu dès le début par l'administration municipale en étroite collaboration avec l'Association du théâtre de Pistoia, a aujourd'hui acquis un rôle décisif dans la réalité culturelle de Monsummano Terme et du territoire.
La décision unanime de tous les élus de la ville de donner au théâtre municipal le nom d'Yves Montand est née de la volonté de valoriser ses racines monsummanes en rendant hommage à sa carrière d'acteur et de chanteur mais c'est aussi, comme l'a souligné le maire de la ville, « une sorte d'hommage et de reconnaissance collective à l'homme persécuté par un régime qui a fait de cet édifice son lieu symbolique de pouvoir ».

## Galerie

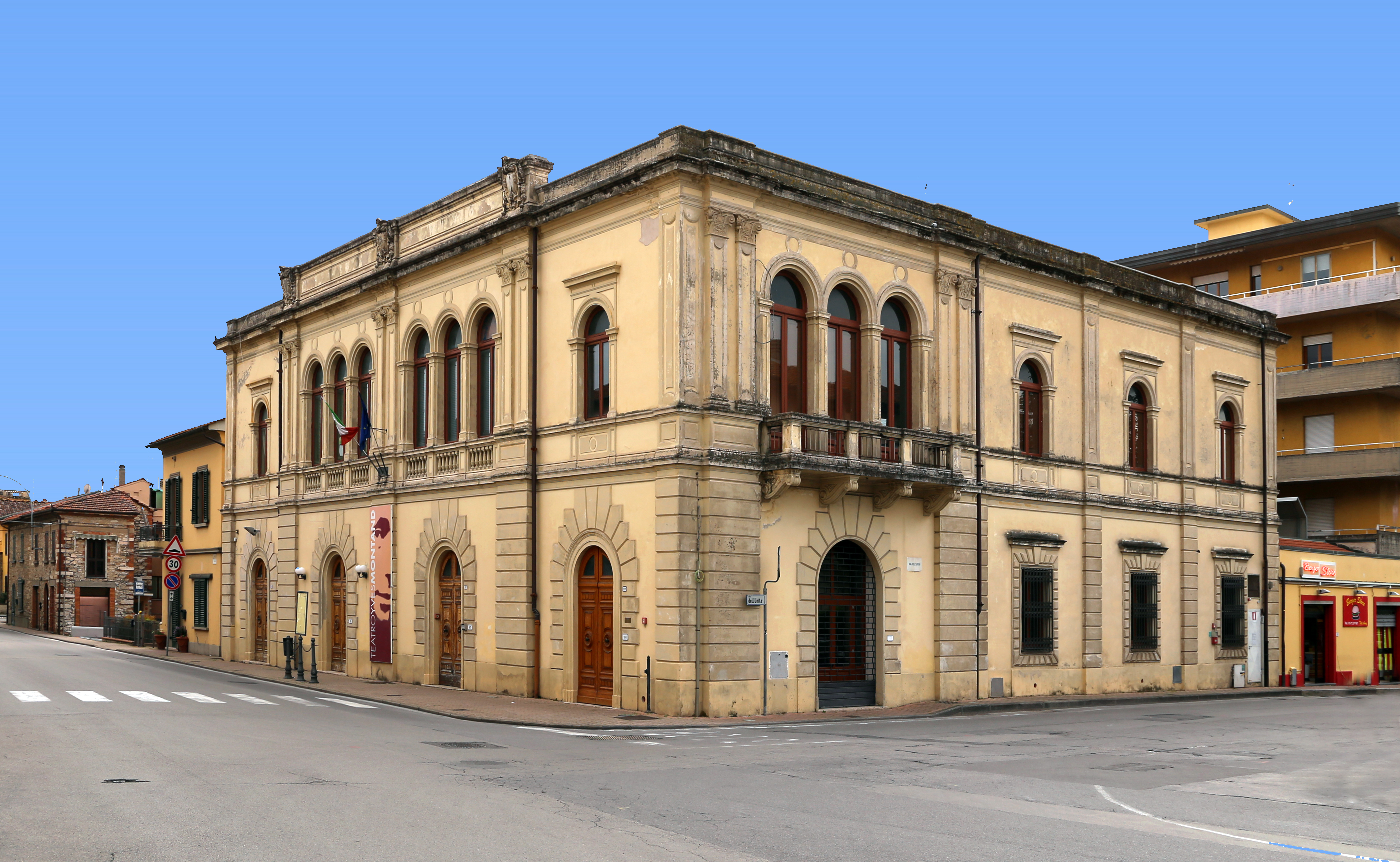